# Kosma Terentjewitsch Soldatjonkow

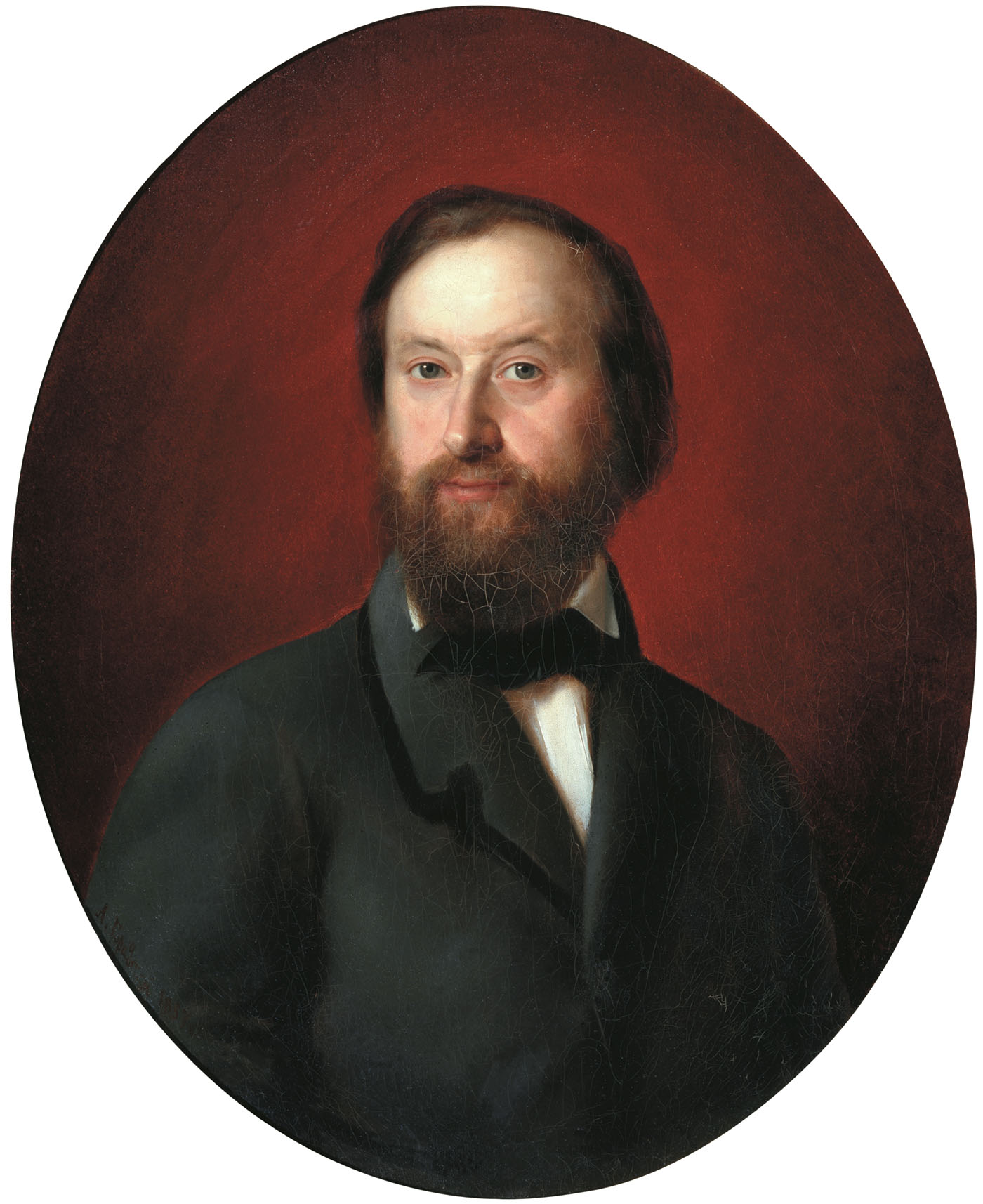
Kosma Terentjewitsch Soldatjonkow (A. H. Horawski, 1857, Tretjakow-Galerie)

Kosma Terentjewitsch Soldatjonkow (russisch Козьма Терентьевич Солдатёнков, wiss. Transliteration Koz'ma Terent'evič Soldatënkov; * 10. Oktoberjul. / 22. Oktober 1818greg. in Moskau; † 19. Maijul. / 1. Juni 1901greg. in Kunzewo, Rajon Odinzowo) war ein russischer Unternehmer, Mäzen und Herausgeber.

## Leben
Soldatjonkow stammte aus einer altgläubigen Kaufmannsfamilie. Sein Großvater Jegor Wassiljewitsch Soldatjonkow baute in Pawlowski Possad 1774 eine Seidenproduktion auf, in der er selbst mit seinen Söhnen Terenti und Konstantin arbeitete. Die Söhne zogen bald nach Moskau und wurden Besitzer einer Weberei, in der etwa 100 Arbeiter Seidenstoffe produzierten. Daneben handelten sie mit Baumwolle.
Soldatjonkow erhielt keine systematische Ausbildung, zeigte aber schon früh außergewöhnliche Fähigkeiten. Er war ein bedeutender Textilfabrikant und wurde bekannt als Kunstmäzen. Seit dem Ende der 1840er Jahre sammelte er Gemälde hauptsächlich russischer Künstler (Karl Pawlowitsch Brjullow, Alexander Andrejewitsch Iwanow, Wassili Grigorjewitsch Perow, Pawel Andrejewitsch Fedotow, Antonina Rschewskaja u. a.). Bei der Auswahl halfen ihm der Kunstwissenschaftler und Bruder Wassili Petrowitsch Botkins Michail Petrowitsch Botkin und der Maler Alexander Andrejewitsch Iwanow. Wegen seiner großzügigen Mäzenatentätigkeit wurde Soldatjonkow Cosma Medici genannt.
Nach dem Tod seines älteren Bruders Iwan 1852 begann Soldatjonkow das Familienunternehmen zu führen. Er war an der Gründung der bedeutendsten russischen Textilfirma Gesellschaft Krenholm-Manufaktur in Narva beteiligt, deren Vorstandsmitglied er 1857 wurde, sowie an der Gründung der Moskauer Diskontbank, deren Aufsichtsratsmitglied er 1869 wurde. 1870 war er Gründer und einer der ersten Aktionäre der St. Petersburger Wolga-Kama-Handelsbank. 1871 und 1873 war er an weiteren Firmengründungen beteiligt. Auch war er Aktionär der Manufaktur von Sawwa Timofejewitsch Morosow.
Auf Initiative Nikolai Christoforowitsch Ketschers und Nikolai Michailowitsch Schtschepkins (Sohn Michail Semjonowitsch Schtschepkins) gründete Soldatjonkow 1856 einen eigenen nicht auf Verdienst ausgerichteten Verlag zur Veröffentlichung wichtiger Bücher und eröffnete 1857 ein Büchermagazin. Herausgegeben wurden von Soldatjonkow beispielsweise die Werke von Wissarion Grigorjewitsch Belinski und Konstantin Dmitrijewitsch Kawelin, Alexander Nikolajewitsch Afanassjews russische Volksmärchen (1855–1873), Georg Webers Allgemeine Weltgeschichte unter besonderer Berücksichtigung des Geistes- und Kulturlebens der Völker und mit Benutzung der neueren geschichtlichen Forschungen für die gebildeten Stände bearbeitet in der Übersetzung von Nikolai Gawrilowitsch Tschernyschewski, Jewgeni Fjodorowitsch Korsch und anderen (1886–1893), die Übersetzung des dreibändigen deutschen Buches über das Alltagsleben der Völker in alten Zeiten von Hermann Weiß (1873–1879), die Amerikanische Republik von James Bryce (3 Bände, 1889–1890) sowie Werke von Edward Gibbon, John Richard Green, Johann Gustav Droysen, Nikolai Iwanowitsch Sieber, Moriz Carrière, Hermann Lotze, Thomas Robert Malthus (An essay on the principle of population as it affects the future improvement of society, with remarks on the speculations of Mr. Godwin, M. Condorcet, and other writers), Theodor Mommsen (Römische Geschichte), George Ticknor, Friedrich Adolf Trendelenburg, Edward Freeman und Karl Schmidt. Ab 1895 erschien unter der Redaktion Mitrofan Pawlowitsch Schtschepkins die Bibliothek der Ökonomen mit Arbeiten von Adam Smith, David Ricardo, James Mill und David Hume (11 Ausgaben).

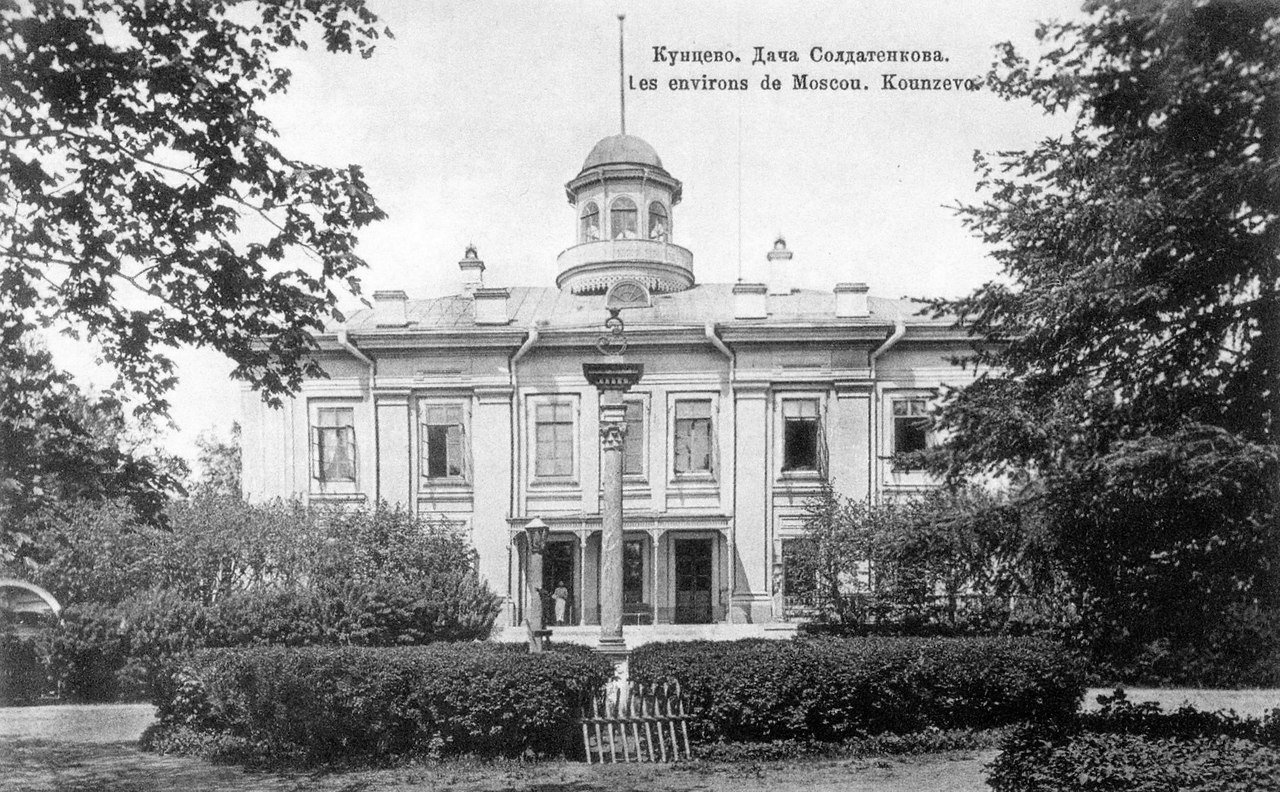
Soldatjonkows Datsche Kunzewo (1910)

1857 erwarb Soldatjonkow den Dokutschajew-Stadthof in der Moskauer Mjasnizkaja Uliza, in dem er seine große Sammlung und Bibliothek unterbringen konnte. Der Hof war 1819–1821 nach dem Brand von Moskau (1812) nach dem Projekt von Afanassi Grigorjewitsch Grigorjew und Joseph Bové wiederaufgebaut worden. In den 1850er Jahren war der Bau durch den Architekten Alexander Iwanowitsch Resanow modernisiert worden. Soldatjonkow ließ die Flügelbauten erweitern, ein Vestibül im Haupthaus erstellen und den Porticus mit ionischen Säulen versehen. Verwaltet wurde der Hof von Soldatjonkows Sohn Iwan Iljitsch Baryschew aus der Zivilehe mit Clémence Karlowna Deboui (Dupont, 1822–1908). In der Hauskapelle hingen Ikonen aus der Stroganow-Ikonenschule. Die kostbarste Ikone war Andrei Rubljows Erlöser, die Soldatjonkow im Sawwino-Storoschewski-Kloster in Swenigorod erworben hatte und die sich jetzt in der Tretjakow-Galerie befindet. 1862 kaufte Soldatjonkow ein Grundstück am Moskauer Swertschkow Pereulok, auf dem er für seine Frau Clémence Karlowna eine einstöckige Villa bauen ließ. Als 1865 von den Naryschkins das Landgut Kunzewo aufgeteilt wurde, erwarb Soldatjonkow den Hof im jetzigen Filjowski Park, wo er für sich 1874 eine neue Datsche erbauen ließ mit Pilastern und einem langen Fries. Vor dem Haus wurden eine Juno-Statue, eine Jupiter-Statue und ein Marmorobelisk aufgestellt. Hier feierte Soldatjonkow große Feste, gab Konzerte und ließ Feuerwerke vorführen. Auch eröffnete er dort eine Schule für die Kinder der Bauern. Die Datsche war ein Holzbau, brannte 1974 ab, wurde 1976 mit Ziegelsteinen in der ursprünglichen Form wieder aufgebaut und wurde 2014 durch Brand wieder beschädigt.
Soldatjonkow beteiligte sich aktiv am Leben der Moskauer Belaja-Kriniza- Gemeinde (Russisch-Orthodoxe Altritualistische Kirche). Er finanzierte eine Reise zum altgläubigen Bischof Pafnuti Obtschinnikow von Kolomna in London und organisierte Treffen mit Nikolai Platonowitsch Ogarjow, Alexander Iwanowitsch Herzen und Wassili Iwanowitsch Kelsijew. Soldatjonkow näherte sich den Jedinowerzy, wie der Vorsitzende der Jedinowerzy-Nikolski-Pfarre auf dem Rogoschskoje-Friedhof der Altgläubigen W. A. Sapjolkin dem Metropoliten Philaret Drosdow berichtete. Auf Soldatjonkows Kosten wurde in der Rogoschskoje-Vorstadt ein Armenhaus erbaut. 1881 erlaubte die Regierung die Aufstellung eines Tragaltars in der Pokrow-Kathedrale auf dem Rosgoschskoje-Friedhof. Als es dazu nicht kam, schlug Soldatjonkow eine mobile Kirche vor, die er in Frankreich bestellte. Nach zwei Jahren wurde sie in seinem Haus aufgestellt.
Soldatjonkow war Mitglied des Handelsgerichts (1854–1858) und Mitglied und Ältester des Moskauer Börsenkomitees (1855–1858). Während des Krimkrieges war er Mitglied des Komitees für die Sammlung von Mitteln aus der Kaufmannschaft für das Militär. Er war stimmberechtigtes Mitglied der Moskauer Stadtduma (1863–1876) und Mitglied des Kuratoriums des Kunst- und Industriemuseums (seit 1865). Er war Wirkliches Mitglied der Gesellschaft der Freunde der Handelswissenschaft bei der Akademie der Handelswissenschaften, Ratsmitglied der Wohltätigkeitsgesellschaft am Basmannaja-Krankenhaus, Kuratoriumsmitglied der Höheren Guerrier-Kurse für Frauen und Ehrenmitglied der Gesellschaft zur Unterstützung bedürftiger Studenten. 1866 gründete er das Soldatjonkow-Armenhaus für 100 Moskauer Einwohner als allen Klassen und Konfessionen mit Bevorzugung früherer Hofbediensteter, für das er ein zweistöckiges Backsteingebäude erbauen ließ und 15.000 Rubel stiftete mit jährlicher Ergänzung der Finanzmittel. 1894 übergab er Iwan Wladimirowitsch Zwetajew, der eine Sammlung von Gipsabgüssen von Skulpturen für das künftige Museum der Schönen Künste zusammenstellte, 2400 Rubel für Gipsabgüsse aus der Münchener Glyptothek.
Soldatjonkow wurde auf dem Rogoschskoje-Friedhof der Altgläubigen begraben. Das Familienunternehmen wurde von Soldatjonkows Neffen Wassili Iwanowitsch Soldatjonkow (1847–1910) weitergeführt. Gemäß Soldatjonkows Testament wurde seine Bibliothek mit 8000 Büchern und 15.000 Zeitschriften und seine Kunstsammlung mit 258 Gemälden und 17 Skulpturen dem Rumjanzew-Museum übergeben, nach dessen Schließung 1924 diese Bestände auf die Tretjakow-Galerie und das Russische Museum aufgeteilt wurden. Einen Teil seiner Ikonen hatte Soldatjonkow der Pokrow-Kathedrale auf dem Rogoschskoje-Friedhof vermacht. Aus seinem Nachlass wurde die Soldatjonkow-Gewerbeschule gebaut (1909 nach dem Projekt von Wladimir Wladimirowitsch Sherwood) sowie das städtische Soldatjonkow-Krankenhaus für die Armen (bis 1920, dann Botkin-Krankenhaus). Die mobile Kirche Soldatjonkows übergab Wassili Iwanowitsch Soldatjonkow der Mutter des Mäzens Sergei Timofejewitsch Morosow Marija Fjodorowna Morosowa.
Während der sowjetischen Zeit wurde Soldatjonkows Grab mit den Gräbern der Altgläubigen zerstört.